# Pseudautomeris atra
Pseudautomeris atra är en fjärilsart som beskrevs av Eugène Louis Bouvier 1930. Pseudautomeris atra ingår i släktet Pseudautomeris och familjen påfågelsspinnare. Inga underarter finns listade i Catalogue of Life.